# Chiesa di San Michele Arcangelo (Serravalle)
La chiesa di San Michele Arcangelo è una delle chiese di Serravalle Pistoiese.

## Descrizione

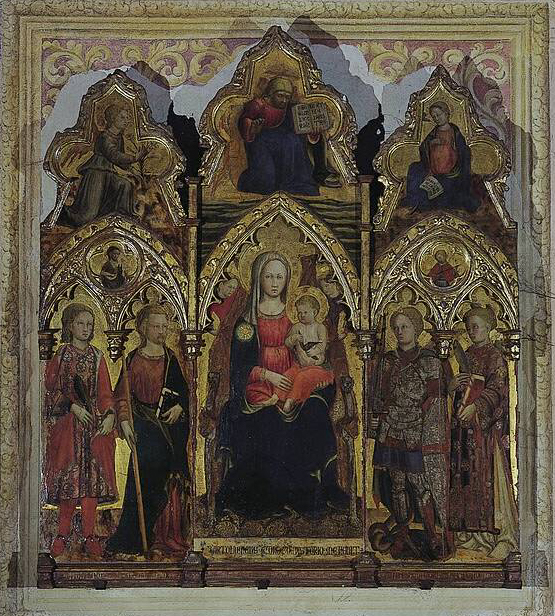
Trittico della Madonna con il Bambino in trono e santi

Fu costruita in epoca romanica, ma è stata successivamente modificata. Realizzata in conci squadrati di alberese, è formata da un'unica navata conclusa da un'abside semicircolare, decorata all'esterno con mensolette scolpite a testine umane e a motivi astratti. Nella facciata il portale con arco a tutto sesto, conserva i resti dell'archivolto della bifora originaria, poi sostituita da un finestrone rettangolare. Addossato al lato destro dell'edificio si trova un portico seicentesco.
L'interno si presenta a navata unica. Alla parete destra è una tavola con un'affollata Sacra Conversazione, probabilmente opera di Bernardino Detti e di un altro pittore forse riconoscibile in Battista del Gallo e databile al 1530 circa, e più avanti un affresco del secolo XIV raffigurante il Miracolo di San Biagio. Alla parete sinistra è invece un pregevole trittico raffigurante la Madonna con il Bambino in trono e santi, realizzato nel 1438 da Bartolomeo di Andrea Bocchi.